# 西瓦尔瑟德
西瓦尔瑟德是德国下萨克森州的一个市镇。总面积20.11平方公里，总人口779人，其中男性372人，女性407人（2011年12月31日），人口密度39人/平方公里。